# 中野美術館

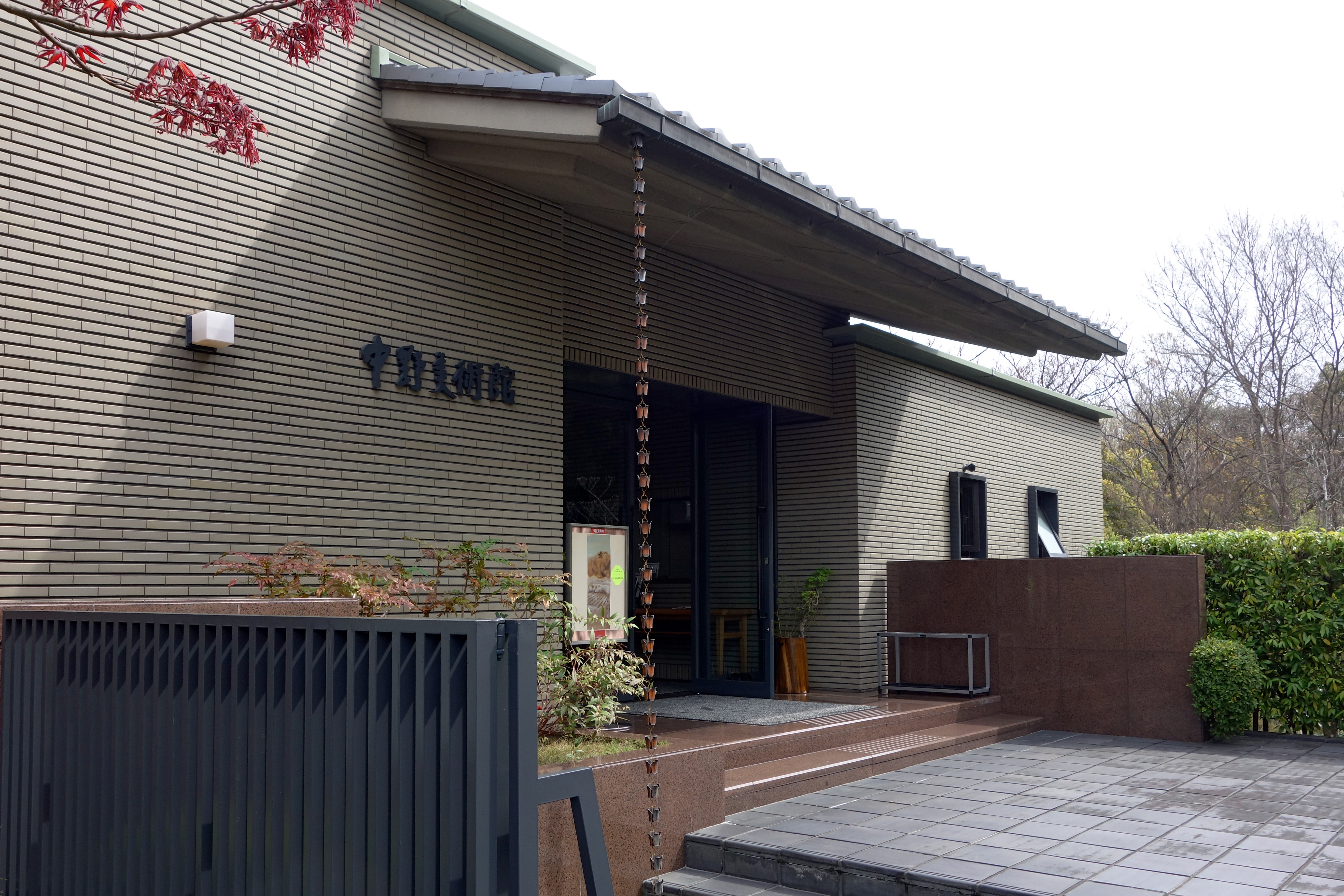
入口

中野美術館（なかのびじゅつかん）は、奈良県奈良市にある奈良県の登録博物館で1984年に開館。運営は、公益財団法人中野美術館。実業家中野皖司が収集した日本近代美術作品を公開し、日本美術史に名を刻む作家の珠玉の名品を数多く所蔵する。

## 主な収蔵品
洋画
- 須田国太郎 「古銅器」「ヴァイオリン」「夏の午後（三輪山風景）」「牛の居る風景」
- 小出楢重 「鏡のある静物」
- 浅井忠 「秋郊」
- 岸田劉生 「青年の首」
- 中村彝 「花」
- 村山槐多 「松の群」1918年
- 萬鉄五郎 「雪景色」
- 前田寛治 「人物」
- 久米桂一郎 「夏の少女」
- 鳥海青児 「万里の長城」、「山肌」
- 熊谷守一 「畝傍山」
- その他、青木繁、古賀春江、三岸好太郎、国吉康雄、児島善三郎、長谷川利行、松本竣介、藤島武二、岡田三郎助、梅原龍三郎、安井曾太郎等の洋画約100点

日本画
- 村上華岳 「中国列仙伝 全十六幅」1915年、「早春風景」1919年、「野菜と果物」1920年、「朝顔」1928年、 「春山棲鳥図」1931年、「皿と桃」、「魚菜」、「早春風景図」
- 入江波光 「ぶどう棚」、「遊鯉図」、「天女」「ゆく春」、
- 冨田溪仙 「嵐峡春宵図」「鵜飼」
- その他、富岡鉄斎、横山大観、小林古径、土田麦僊、榊原紫峰等の日本画約100点、

その他
- 高村光雲、佐藤忠良の彫刻、駒井哲郎、長谷川潔 の銅版画

## 建築概要
- 設計 - 彦谷邦一
- 竣工 - 1984年
- 延床面積 - 490.9m2

## 周辺情報
- 大和文華館
- 松伯美術館

両館とも近鉄グループホールディングスの財団法人が文化事業として運営。

## 交通アクセス
- 近鉄奈良線 学園前駅 徒歩8分